# Хоссу, Эмиль
Эмиль Хоссу (рум. Emil Hossu; 24 ноября 1941, Окна-Сибиулуй, Румыния — 25 января 2012, Бухарест, Румыния) — румынский актёр театра и кино.

## Биография
Родился 24 ноября 1941 года, в семье дипломата. В ходе выполнения Второго Венского арбитража, Северная Трансильвания была передана во владения Венгрии. Семья Эмиля переехала в Клуж-Напока. Из-за профессии отца, 23 августа 1945 года вся семья была депортирована в концлагерь в Германии, а всё имущество конфисковано. В концлагере семья Хоссу находились на протяжении пятнадцати месяцев. После освобождения вернулись в Румынию.
В период правления Ион Антонеску отец Эмиля был направлен на принудительные работы на Канал Дунай, откуда он вернулся через 6 месяцев. В 1958 году, когда Эмилю Хоссу исполнилось 17 лет, его отец умер от рака.

### Семья
Был женат на актрисе Катринел Думитреску.

### Смерть
Эмиль Хоссу умер вечером 25 января 2012 года, во время репетиции, за несколько минут до начала шоу. Причиной смерти актёра стал инфаркт миокарда. Похоронен в Бухаресте на кладбище Беллу.

## Фильмография
| Год  |   | Русское название                 | Оригинальное название             | Роль                        |
| ---- | - | -------------------------------- | --------------------------------- | --------------------------- |
| 1967 | ф | Небо начинается на третьем этаже | Cerul începe la etajul III        | ...                         |
| 1968 | ф |                                  | La datorie                        | ...                         |
| 1969 | ф | Симпатичный господин «Р»         | Simpaticul domn R                 | ...                         |
| 1970 | ф | Песни моря                       | Cîntecele mării                   | ...                         |
| 1971 | ф | Взлёт                            | Decolarea                         | ...                         |
| 1975 | ф | Провал «Голубой змеи»            | Aventurile lui Babusca            | ...                         |
| 1975 | ф | Цыплята осенью                   | Toamna bobocilor                  | ...                         |
| 1977 | ф |                                  | Iarna bobocilor                   | Ovidiu                      |
| 1977 | ф |                                  | Regasirea                         | ...                         |
| 1977 | ф | За родину                        | Pentru patrie                     | ...                         |
| 1978 | ф | Авария                           | Avaria                            | Duca, proiectant            |
| 1979 | ф | Несчастный случай                | Accident                          | ...                         |
| 1979 | ф |                                  | Jachetele galbene                 | Valeriu, regizorul filmului |
| 1980 | ф |                                  | La rascrucea marilor furtuni      | Locotenentul Devos          |
| 1980 | ф | Спокойной ночи, Ирина!           | Buna seara, Irina                 | ...                         |
| 1981 | ф |                                  | Convoiul                          | ...                         |
| 1981 | ф |                                  | Iata femeia pe care o iubesc      | ...                         |
| 1982 | ф | Всё ради футбола                 | Totul pentru fotbal               | ...                         |
| 1983 | ф | Секрет Бахуса                    | Secretul lui Bachus               | Mirea                       |
| 1984 | ф |                                  | Eroii n-au varsta                 | ...                         |
| 1984 | ф |                                  | Sosesc pasarile calatoare         | ...                         |
| 1985 | ф |                                  | Secretul lui Nemesis              | Victor Mirea zis Balaurul   |
| 1985 | ф | Сентиментальное лето             | Vara sentimentala                 | ...                         |
| 1986 | ф | Мы, кто на передовой             | Noi, cei din linia întîi          | ...                         |
| 1986 | ф |                                  | Cale libera                       | ...                         |
| 1986 | ф | За все нужно платить             | Totul se plateste                 | ...                         |
| 1987 | ф |                                  | Sa-ti vorbesc despre mine         | ...                         |
| 1988 | ф |                                  | Un studio in cautarea unei vedete | ...                         |
| 1990 | ф |                                  | Harababura                        | ...                         |
| 1992 | ф | Дуб                              | Balanta                           | ...                         |
| 1993 | ф |                                  | Liceenii în alerta                | ...                         |
| 1993 | ф |                                  | Cel mai iubit dintre pamînteni    | ...                         |
| 1993 | ф | Зеркало                          | Oglinda                           | ...                         |
| 1995 | ф | Нулевая точка                    | Punctul zero                      | ...                         |
| 1997 | ф |                                  | Une mère comme on n'en fait plus  | Creviste                    |